# 中川英二郎
中川 英二郎（なかがわ えいじろう、1975年10月7日- ）は、日本のトロンボーン奏者。東京都出身。

## 略歴
父がトランペット奏者の中川喜弘、兄が作曲家・編曲家の中川幸太郎、さらにクラリネット奏者の中川武、トロンボーン奏者の中川敦嗣を叔父に持ち、祖父も新交響楽団（NHK交響楽団の前身）のバイオリン奏者という音楽一家に生まれる。音楽一家だけあって幼少期から様々な楽器が身近にあったが、6歳の時にジャズのスタンダードナンバー『シング・シング・シング』のイントロのフレーズがかっこいいと思い、父親と親交のあった数原晋に貸していたというトロンボーンを返してもらいトロンボーンを始める。この頃からあらゆるトロンボーン奏者のコピーを行い、8歳の頃には既に父・喜弘のバンドの準メンバーとして活動を始めていたという。
クラシックのトロンボーン奏者に習っていたこともあり、東京芸術大学音楽学部附属音楽高等学校に進学。高校入学後から学業と平行してスタジオ・ミュージシャンとしての活動を行い、1992年には弱冠16歳にして初のリーダーアルバム「EIJIRO NAKAGAWA & FUNK '55」を発表する。スタジオ・ミュージシャンとしての活動は幅広く、数多くのアーティストのレコーディングに参加している。前述のとおりジャンルを問わず音楽活動を行っていたこともあり、クラシック分野でも東京佼成ウインドオーケストラのゲストプレーヤーとしての参加や、読売日本交響楽団との競演を果たしている。
2001年に活動の拠点をニューヨークに移し、ジム・ピュー (Jim Pugh) とのトロンボーンユニット「E'nJ」（イーエンジェイ）をはじめ、カルテット「Slide Style」や金管(ドラムス含む)10重奏「侍Brass」などで活動を行っている。父・喜弘や兄・幸太郎との競演作も多い。
2008年には連続テレビ小説「瞳」のテーマ曲演奏も手がけている。
2018年にジョゼフ・アレッシ (joseph Alessi), マーシャル・ギルクス (Marshall Gilkes), ブラント・アテマ (Brandt Attema) ら世界的なトロンボーン奏者とカルテット「SLIDE MONSTERS」を結成、同名アルバムの発表とともに全国７会場にて公演を行った。

## ディスコグラフィー
- リーダーアルバム
  - EIJIRO NAKAGAWA & FUNK '55 (KICJ-8253)
  - BABE (KICJ-243)
  - PEACE (KICJ-333) - ブレッカー・ブラザーズと競演
  - E (KICJ-527)
  - TRISENSE (ENR-140701)
- 「E'nJ」名義
  - LEGEND AND LION (SKEJ-030707) - デヴィッド・マシューズプロデュース
  - E2'nJ2 (TNC recordings / TNC JAZZ CD-1720)
  - Just Us (E'nJ Records / ENJ-061112)
- 「侍BRASS」名義（すべてスーパーキッズレコードから）
  - 葉隠 (HAGAKURE) (SKSB-060825)
  - 二天一流 (SKSB-070820)
  - 鑪 (TATARA) (SKSB-080820)
  - 霊巖洞 (REIGANDO)(SKSB-090820)
  - 風来山人 (SKSB-100901)
  - 侍十勇士 (SKSB-110831)
  - 龍神伝説 (SKSB-10829)
  - 鳳凰の舞 (SKSB-130828)
  - 十拳剣 (SKSB-160831)
  - 扇の的(SKSB-210901)
- SLIDE MONSTERS
  - SLIDE MONSTERS  (ENR-180420)
  - Travelers (ENR-211002)